# 真宗大谷派本願寺横浜別院
真宗大谷派 本願寺横浜別院（しんしゅうおおたには ほんがんじよこはまべついん）は、神奈川県横浜市港南区にある真宗大谷派の寺院である。同派の別院。真宗本廟（東本願寺）を本山と仰ぐ。東京教区に所属する。崇敬区域は、神奈川県下の横浜組・川崎組・三浦組・湘南組。「東本願寺横浜別院」とも通称される。
住職は、真宗大谷派門首が当たり、輪番が住職の職務を代掌する。
宗教法人法による「宗教法人 真宗大谷派 本願寺横浜別院」の代表役員は、輪番が務める。

## 行事
行事は、すべて参加自由である。
定例法話会
毎月9日・18日・28日（18日・28日の法話会は、年中行事等により中止する場合あるので注意が必要。）
講師は、崇敬区域の僧侶、もしくは横浜別院輪番など。
年中行事
修正会 - 1月1日
春季彼岸会 - 春分の日を含めて前3日間。
永代経法要 - 5月28日〜29日
盂蘭盆会 - 7月13日〜15日
秋季彼岸会 - 秋春分の日を含めて前3日間。
報恩講 - 10月18日〜20日

## 付属施設

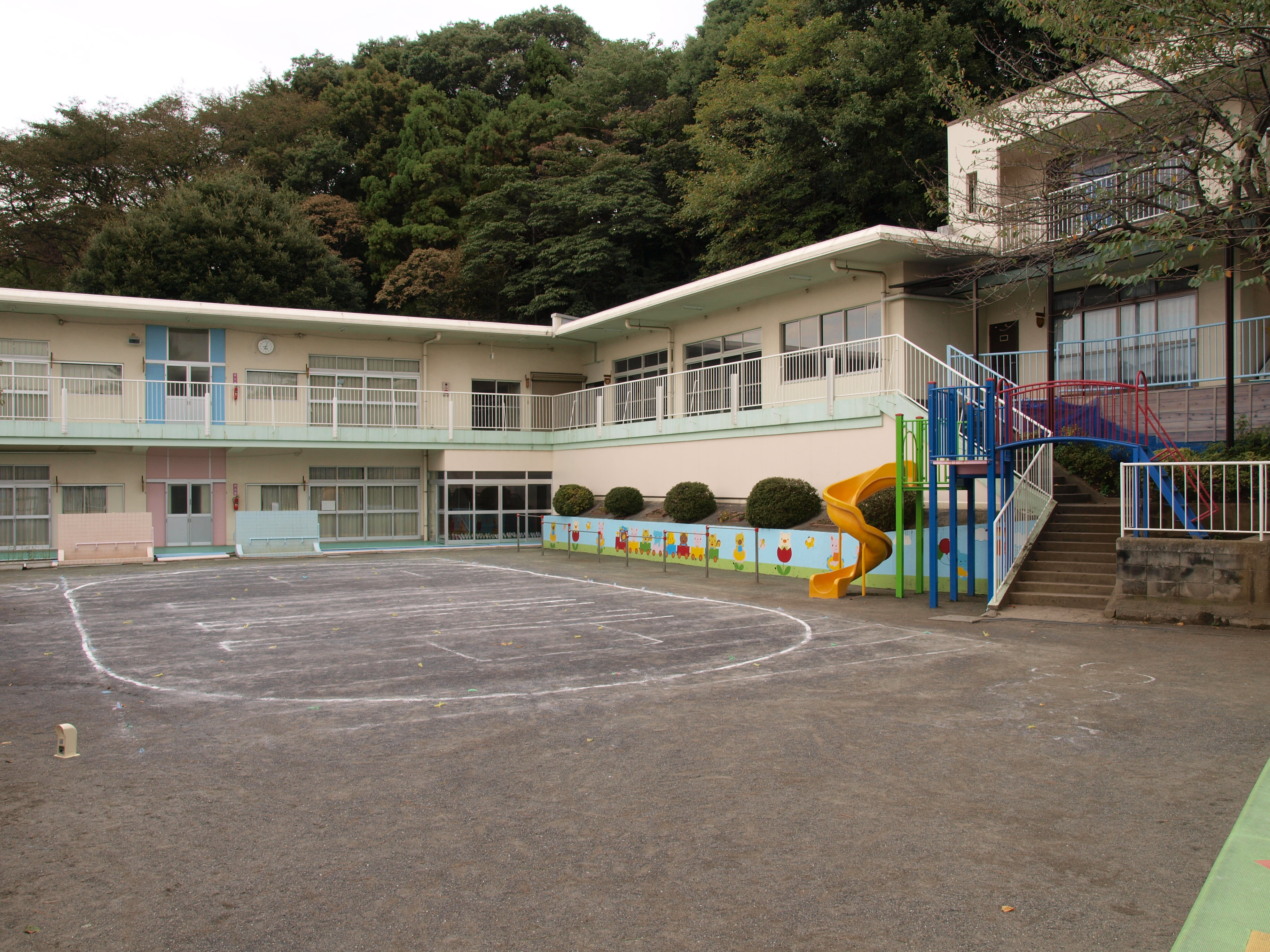
付属幼稚園の園庭

「本願寺横浜別院付属 大谷幼稚園」を隣接する。

## 沿革
安政6年6月2日（1859年7月1日）、横浜港が開港する。
慶応2年（1866年）8月、武蔵国久良岐郡横浜村（現在の横浜市中区の関内付近）に東本願寺第二十一代 嚴如が「二十八日講」を組織する。
明治5年（1872年）10月、横浜市中区太田町6丁目に本願寺浅草別院横浜出張所を建立する。
明治14年（1881年）、宗教団体法の規定により、宗派名が「真宗大谷派」と定まる。
明治16年（1883年）3月、同区花咲町1丁目に移転する。
明治18年（1885年）10月、同区長者町5丁目に堂宇を建立し移転する。出張所から支院に昇格する。
明治32年（1899年）8月12日、「雲井町の大火」で類焼する。
明治40年（1907年）6月24日、本堂を再建する。浅草別院から独立し別院格となり「真宗大谷派 本願寺横浜別院」が創立する。
大正12年（1923年）9月1日、関東大震災により被災し、堂宇を全焼する。
昭和15年（1940年）12月、本堂再建する。
昭和20年（1945年）5月29日、横浜大空襲により被災し、堂宇を再焼失する。焼失後は、仮堂を建立し活動する。
昭和46年（1971年）6月、横浜市より「都市総合開発計画」の協力要請を受け、同市郊外（現所在地）への移転を承諾する。本山（東本願寺）宗議会の議決を経て、復興事業を開始する。
昭和49年（1974年）11月、本堂（鉄筋コンクリート造、90坪）、庫裏が完成する。
昭和50年（1975年）5月11日、本堂落慶法要を厳修する。
平成19年（2007年）10月2日、創立100周年記念法要を厳修する。

## アクセス
電車
横浜市営地下鉄ブルーライン「港南中央駅」下車、徒歩10分（約800m）。
車
横浜横須賀道路日野インターチェンジより県道21号（鎌倉街道）上大岡方面へ約5分（約1.5km）。